# 日本の宗教
日本の宗教（2018年NHK調査）
| 日本の宗教の信者比率                                                              | 日本の宗教の信者比率 | 日本の宗教の信者比率 | 日本の宗教の信者比率 | 日本の宗教の信者比率 |
| --------------------------------------------------------------------------------- | -------------------- | -------------------- | -------------------- | -------------------- |
|                                                                                   |                      |                      |                      |                      |
| 神道                                                                              | 神道                 |                      | 70.4%                | 70.4%                |
| 仏教                                                                              | 仏教                 |                      | 69.8%                | 69.8%                |
| キリスト教                                                                        | キリスト教           |                      | 1.5%                 | 1.5%                 |
| その他                                                                            | その他               |                      | 6.9%                 | 6.9%                 |
| CIAの『ザ・ワールド・ファクトブック』に記された2015年の調査の数値（複数回答形式） |                      |                      |                      |                      |

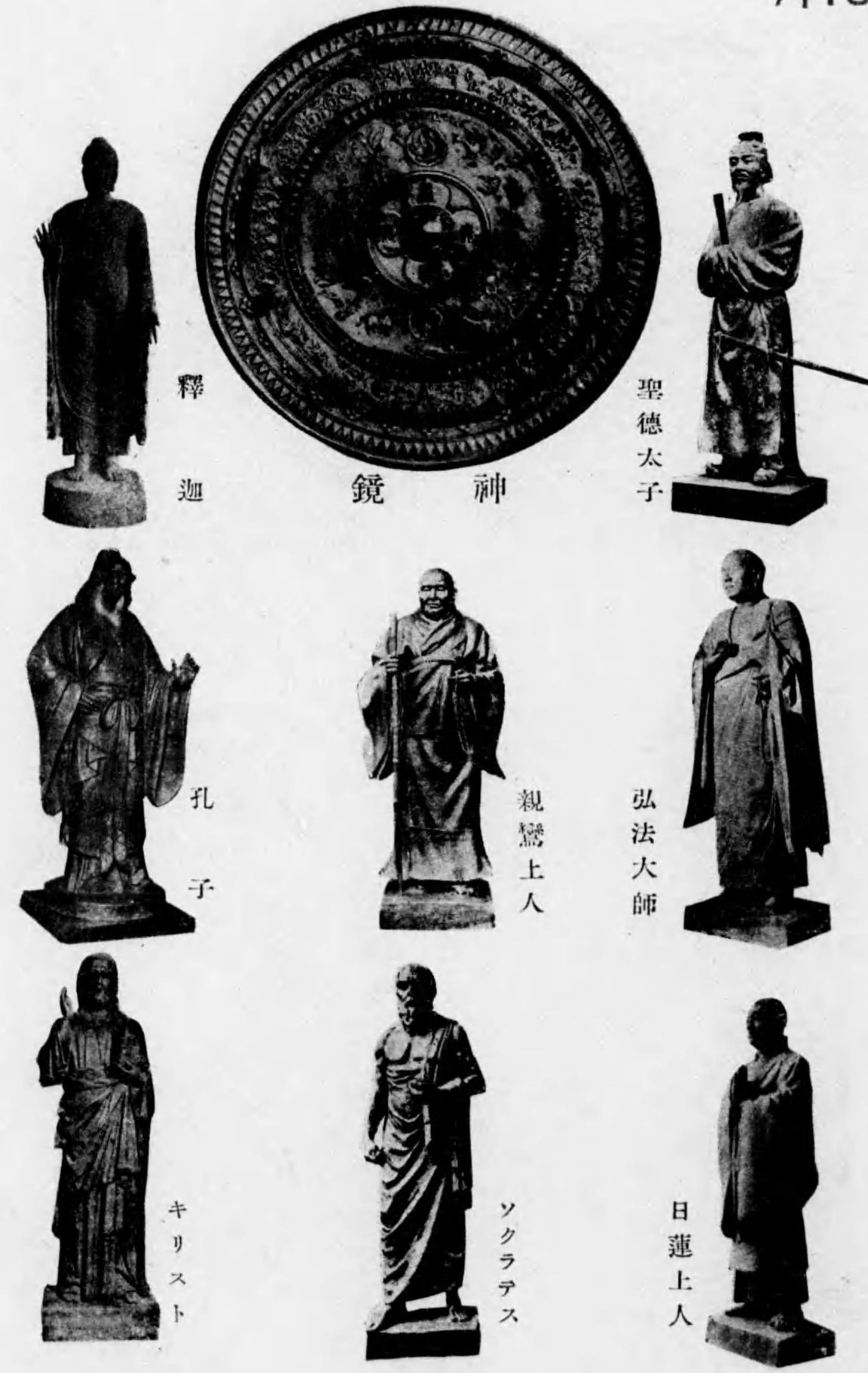
横浜市八聖殿郷土資料館に置かれた「八聖」の像と神鏡

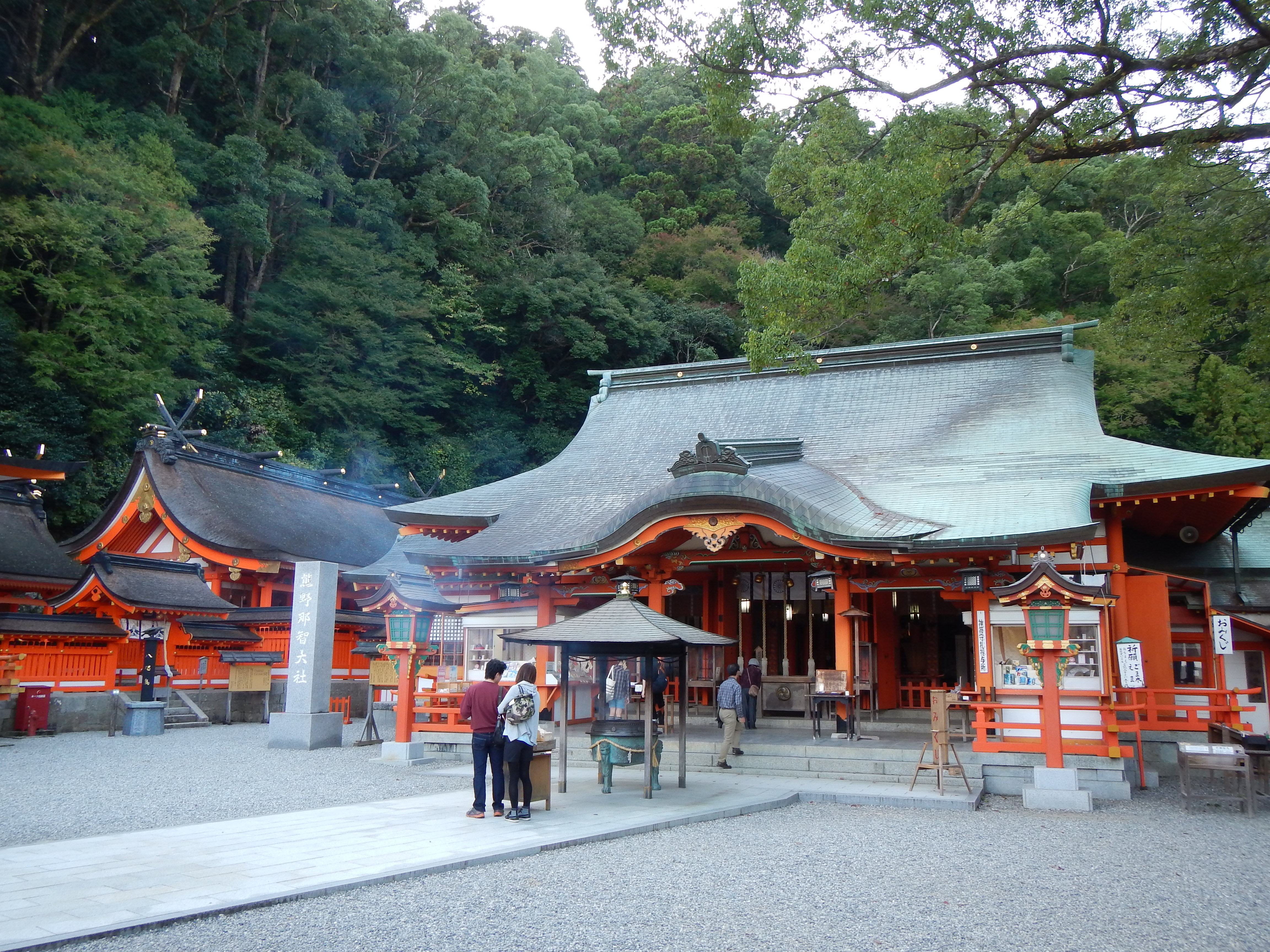
熊野那智大社（和歌山県東牟婁郡那智勝浦町）

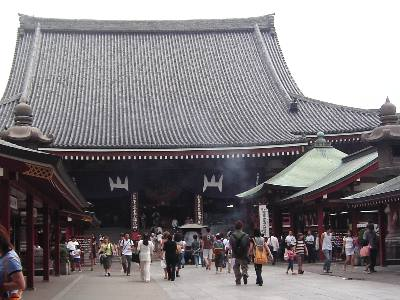
浅草寺（東京都台東区浅草）

日本の宗教（にほんのしゅうきょう、にっぽんのしゅうきょう）は、神道と仏教が多数派を占めている。現在の日本においては、「信教の自由は、何人に対してもこれを保障する」（日本国憲法第20条）と定められ、国教は定められていない。また、特定の宗教を信仰していないとして自身を無宗教と認識する者も多い。
2020年（令和2年）12月31日現在、日本には総計180,544の宗教法人がある。うち文部科学大臣所轄の宗教法人は神道系212、仏教系483、キリスト教系328、諸教124となっている。都道府県知事所轄の宗教法人は神道系84,361、仏教系76,572、キリスト教系4,492、諸教13,972である。

## 日本の宗教人口

### 信者数に関する調査結果
江戸時代には宗門改により宗教調査が開始され、後に住民調査と併せて宗門人別改帳が行われたが、キリスト教禁止令と寺請制度に立脚したものであるため、正確性には疑問がある。
各宗教の信者数は、文化庁『宗教年鑑』令和3年（2021年）版によると、2020年12月31日時点で、神道系が8792万4087人（48.5％）、仏教系が8397万1139人（46.4％）、キリスト教系が191万5294人（1.1％)、諸教（神道系・仏教系・キリスト教系以外であるもの）733万5572人（4.0％）、合計1億8114万6092人となり、これは日本の総人口（約1億2600万人）のおよそ1.5倍にあたる。したがって複数の宗教の「信者」として数え上げられている国民が確実にいることになるが、一方で個々の国民へのアンケート調査などでは、「何らかの信仰・信心を持っている、あるいは信じている」人は2割から3割という結果が出ることが多く、逆に総人口を大幅に下回る数しか宗教の「信者」がいない、または「信者である」と思っていない、ということになる。
こうした数値になる要因として、以下が挙げられている。
- 統計調査は、宗教法人を回答者として申告制で行うため、各宗教団体が必然的に自団体の信者数を多めに申告する傾向にある。
- キリスト教やイスラム教などでは定期的に礼拝に参加していても、信徒と非信徒とを明確に区別しており、洗礼やシャハーダなどの入会儀式を受けるまでは信徒として扱われない。また多くのキリスト教団体では、音信不通となった場合は数年で除名されるのが一般である。しかし神道や日本の仏教では入会儀式や音信の類は考慮されず、神社の氏子地域住民や崇敬会（地域を限定しない崇敬者（信者）の団体）に加入している世帯の家族全員を信者とみなす例、仏教では他教の信者となったり無宗教を表明する者でも生家が所属する寺院の檀家にカウントされている例、神社・寺院への初詣の参拝者も信徒数に含める例、御守りや御札などの呪具の売上数や頒布数から算出した想定信徒数を計算に入れる例がある。
- 現在の日本社会では一般的に、どの宗教・宗派を信仰しているかはさほど重視されず、また個々人も自らの信仰を（無宗教を自認する場合を含めて）ことさらに意識することが少ない。そのため、上記のような杜撰ともいえる調査方法にも抗議の声が上がることは少なく、また実生活で不都合が起こることも少ない。加えて宗教一般に対する否定的な見方もあり、他人に信仰を尋ねること自体がタブー視される風潮もある。

「神道系」「仏教系」「キリスト教系」「諸教」の種別についても、便宜上の整理に過ぎない。宗教統計調査に際して文化庁が一定の判断をしているが、4つの項目の中から各宗教法人が選択して自己申告しているものである。「日本の宗教は4種類に大別される」と文化庁が認定しているわけではなく、宗教学上の分類でもない。かつて教派神道であった天理教は「諸教」と届け出ており、この分類が必ずしも実際の教義や儀礼、信仰の様相、歴史的経緯等と一致するものではない。

### 信仰に関する調査結果
「宗教を信仰しているかどうか」という調査の場合は、また異なる数字が出ている。NHK放送文化研究所による「ISSP国際比較調査（宗教）2008」によると、「あなた自身は、何か宗教を信仰していますか」という問いに対して、「宗教を信仰していない」（無宗教）49.4％、仏教34％、神道2.7％、その他の宗教1.1％、プロテスタント0.7％、カトリック0.2％などとなっており、「宗教を信仰していない」人49.4％に対して「宗教を信仰している」人は38.7％となっている。したがって、「宗教を信仰している」人の中では仏教が多数である。キリスト教信者は少数であり、かつその他の宗教（諸教）の信者よりも少ない、という点は文化庁『宗教年鑑』の宗教統計調査の数字とおおむね一致するが、『宗教年鑑』では仏教とほぼ同じだけ信者がいることになっている神道を「信仰している」と思っている人は仏教に比べ相当少ない、ということになる（なお、NHK放送文化研究所の調査においては伝統宗教と新宗教の区別はしていない）。
また同調査によると、神の存在については、「神の存在を信じない」人は8.7％と少数であるが、「神の存在に疑問を感じることもあるが、神は存在すると信じている」人が11.9％、「実際に神が存在することを知っており、神の存在に何の疑いも持っていない」人は4.3％となっており、神の存在を積極的に肯定する人も少数である。一方、「神が存在するかどうかわからないし、存在するかどうかを明らかにする方法もないと思う」という不可知論的な立場を表明する人も19.2％で必ずしも多くはない。「神がいるとは思わないが、何か超自然的な力はあると思う」人が23.2％、「神の存在を信じる時もあるし、信じない時もある」人が32.0％となっており、時と場合によっては人知を超えた宗教的とも言い得るものが存在しているような気がする、といった意識を持っている人が半数以上を占めており、多数派である。また、多くのものに神の存在を感じたり、祀ったりする気持ちについて、「理解できる」人が25.9％、「どちらかといえば、理解できる」人が52.9％で、汎神論的感覚を肯定する人も多数となっているため、「宗教を信仰していない」人（無宗教）が約半数であっても、単純に「無神論者や不可知論者が約半数」とは言えない、という結果となっている。
ギャラップインターナショナルによる2017年の調査（調査対象68カ国、約6万6千人）によれば、日本は人口の29%が神を信じていない無神論者とされ、この無神論者の割合において、日本は中国に次いで世界2位となっている。
2018年のISSP調査では、「神仏を拝む頻度」「お天道様がみている」「人知を超えた力の存在」「自然に宿る神」などの信仰に関する数値が低下し、さらに信仰心が薄くなっている状況が明らかになった。

## 政府と宗教
日本国憲法第20条には
一  信教の自由は、何人に対してもこれを保障する。いかなる宗教団体も、国から特権を受け、又は政治上の権力を行使してはならない。
三  国及びその機関は、宗教教育その他いかなる宗教的活動もしてはならない。
との条文があり、日本国では信教の自由が認められ、国教は定められていない。
自衛隊の艦艇に艦内神社が設置されていることがあるが、乗員が私費で設置したものである。

## 個々の宗教

### 神仏習合

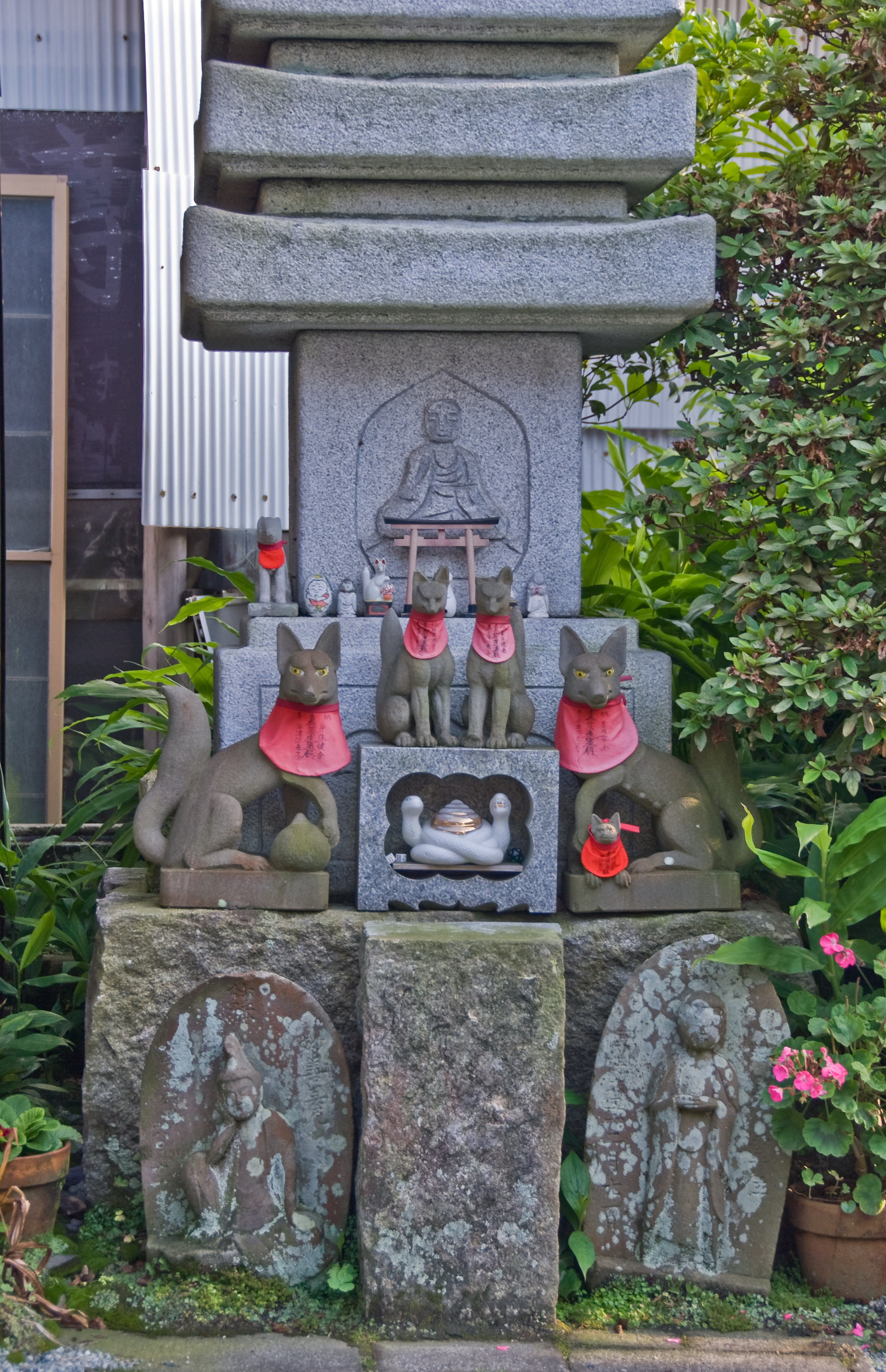
シンクレティズムの例。 仏塔と稲荷が合体している。

日本では神道と仏教の信徒が大多数を占めている。日本では神仏習合（シンクレティズムの一種）の時代が長く続いた。明治維新で神仏分離がなされた後も神道と仏教の間の区別には曖昧な面が残っている。また、廃仏毀釈を逃れるため、もとは寺であったものが神社になった例も多い。これらの理由により、神棚を祀り仏壇も置いている家庭、仏教寺院の檀家であると同時に神社の氏子でもある家庭は少なくない。これが、神道を信仰する者と仏教に帰依している者を合わせると2億人を超えるといわれる所以である。
視点を変えると、神道と仏教という2つの宗教が並立して日本に存在したと捉えるのではなく、神道と仏教が互いを飲み込んで渾然一体となった日本固有の信仰があった（あるいは今もある）というのが自然であるとも考えられる。歴史的に見ても現在においても、誕生祝い・七五三・成人式や祈願事などのハレの行事は神道が、葬儀・供養や死生観にまつわることなどのケガレは仏教が担うように機能を分担しており、両者を合わせて一つの宗教観を構成しているともいえる。

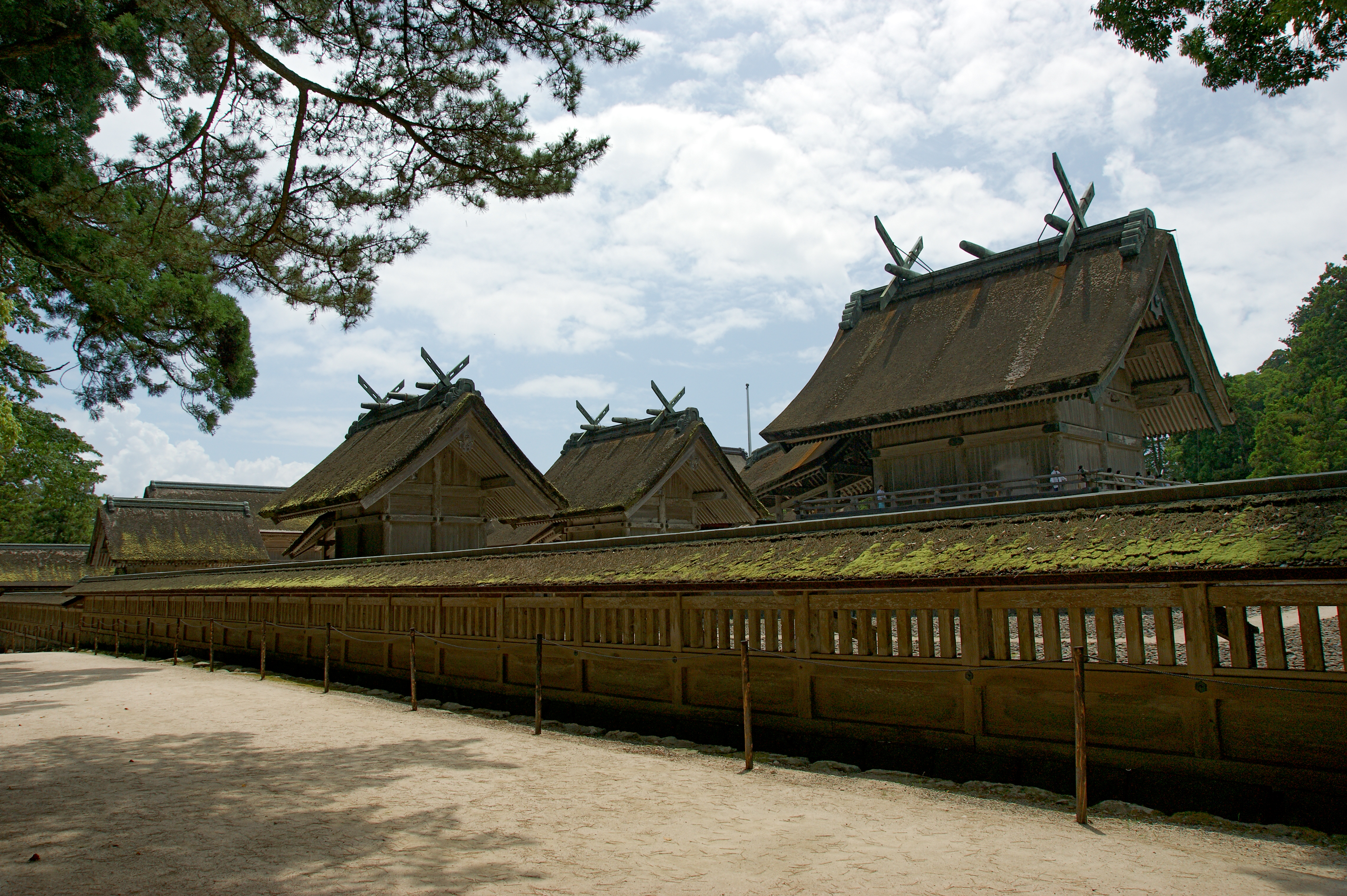
出雲大社（神道神社、島根県出雲市）

#### 自然宗教
縄文時代の狩猟や漁労、あるいは自然物の採集が主だった頃に、人々は、土地や家の神々に礼拝し、自然現象に霊の存在を認め、畏怖し、呪術によって災難を避け、自然の恩恵を祈る風習があったことが考えられる。晩期縄文時代には、稲作が日本に伝わり、急速に日本列島に広まり、弥生時代を迎える。 日本人の信仰のベースとして自然宗教に近い宗教ともいえる、神道の前の宗教を指すが、文字記録がないためどのようなものであったかは推測に頼るほかない。

#### 神道
『古事記』には皇室や神話などの情報が詳しく記されている。『日本書紀』や『古語拾遺』なども成立し、それらを神道は規範としている。神道の「神」とは、自然や人間や動物・植物を含めた万物の中でも、特に優れた徳を持ち、人々がおそれ慎む存在であると考える。しかし、病気をもたらす「疫神」のように、恐ろしい神もある。また「雨の神」は、豊かな水を与えてくれるが、大雨を降らし、洪水を引きおこすこともある。神をおそれ、かしこむことは、自然のルールを守り、自然と共存して生きていくことを誓う意味もある。奈良時代になると、神社に神宮寺が建てられ、寺に神がまつられるようになり、「神仏習合」の時代が長く続いた。ただし出雲大社のように、早くから神仏分離をした神社もある。明治維新で政府は、神道と仏教との区別を明確にしようと「神仏判然令」を発布し「神仏分離」を行った。第二次世界大戦の終戦後、GHQにより「神道指令」が発布され、いわゆる「国家神道」は廃止され、神社は「国家の宗祀」の地位を失い「宗教法人」となった。現在の神道は、八百万神々（やおよろずのかみがみ）と祖先を祀り、皇室や日本の文化や伝統を重んじ、「浄き心、明き心、正しき心、直き心」で「世のため人のために尽くすこと」を眼目にしている。神道信者や神道施設（神社等）の数は、日本の宗教の中で最大だと言われている。神道（神社神道）は「神は言挙げをせぬ（ものをはっきり言わない）」という思想に見られるように、明確な教義が存在せず（教派神道系のセクト宗教（新宗教）には明確な教義が存在する）、厳密な入信規定もない。氏子入りがこれに近いが、特定の神社の氏子でない日本人が神棚の設置、神社への寄付、祭事への参加などを行うこともあり、これをもって信者と見る向きが多い。

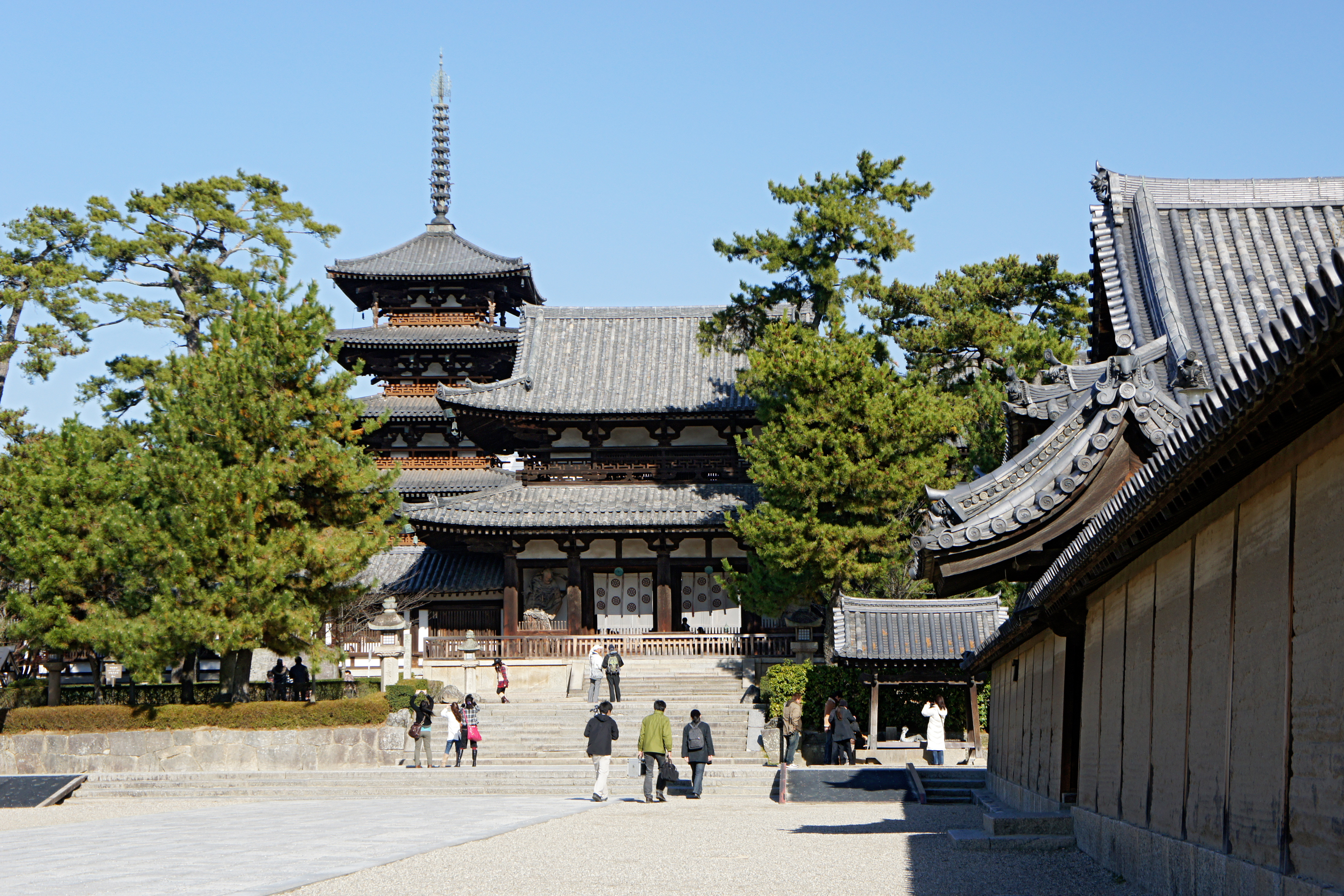
法隆寺（奈良県生駒郡斑鳩町）

日本の仏教宗派

#### 仏教
日本の仏教はほとんどが大乗仏教である。日本の歴史に深く影響を与え、現在に至るまで信者数も多い。
歴史を遡れば、仏教は6世紀に日本に伝来したとされている。奈良時代には「南都六宗」と呼ばれた三論宗、成実宗、法相宗、倶舎宗、律宗、華厳宗などが広まった。平安時代には遣唐使とともに唐（中国）に渡り仏教を学ぶ僧が多くいた。
平安時代前半、最澄は帰国後に法華経や密教を中心とした天台宗を開き、空海は太陽を神格化して生み出された大日如来を宇宙の中心と説く密教を学び、帰国後に真言宗を開いた。
平安時代後半、末法思想が登場する。これは一部の仏典に、釈迦が教えを説いてから千年間は正しく教えが伝わり実践されるが（正法）、その後千年は教えが形骸化し（像法）、像法の後は末法すなわち仏法を正しく聞くことが出来ず、正しく理解する者がいなくなるという、すなわち暗黒時代が到来するとの思想が記されていることに由来する。日本では平安時代、（いくつか見方はあるものの）1052年が末法元年とされた。末法の意識は比叡山延暦寺を中心にいくつかの動きを生んだ。際立った動きは、この世に絶望し来世の幸福を願い阿弥陀如来にすがる信仰（浄土思想）で、この信仰に基づいた寺院が全国規模で建立された。実際に世は戦乱や疫病で乱れていたこともこれを後押しした。
すでに末法に入ったとされていた鎌倉時代、浄土思想を体系化した法然の浄土宗や、仏教的な「悪人」が浄土往生できるとする悪人正機を説いた親鸞の浄土真宗が登場した。日蓮は、末法思想の点では共通しつつも法然が延暦寺の法華経史上主義を捨てたことを批判し、「南無妙法蓮華経」と題目を唱えることで仏界に至り真の安寧を得ることができると説き、日蓮宗を開いた。その後、日本仏教の多数派となっていった浄土真宗・日蓮宗は、末法無戒の考え方により全体的に見れば戒律はほとんどない。武装したこともある（一向一揆、法華一揆）。
一方この時代に中国から禅宗が伝わり、臨済宗や曹洞宗などの流れが生まれ、こちらは修行や戒律を比較的重視した。
世界では大乗仏教が勢力を減らしていったのに対し、日本では現代まで勢力を維持し続けており、葬式の多くが仏式である。戒名（浄土真宗においては法名、曹洞宗においては安名、以下同じ）は、本来は仏弟子として生きることを誓った人に僧侶から授かる仏弟子としての名前であって、生前に授かることが本来の慣習であるが、多くの日本人の場合は、自身の葬儀の場において戒名（または法名）を得ることにより仏門に入ることになる。
1898年にインド北部で発見されシャムのラーマ5世に譲渡された仏舎利は、1900年にアジアの仏教国へ一部が分与されたが、この際にはビルマやセイロンに加え日本も含まれており、上座部仏教国のシャムでも仏教徒が多い国と認知されていた。

### キリスト教

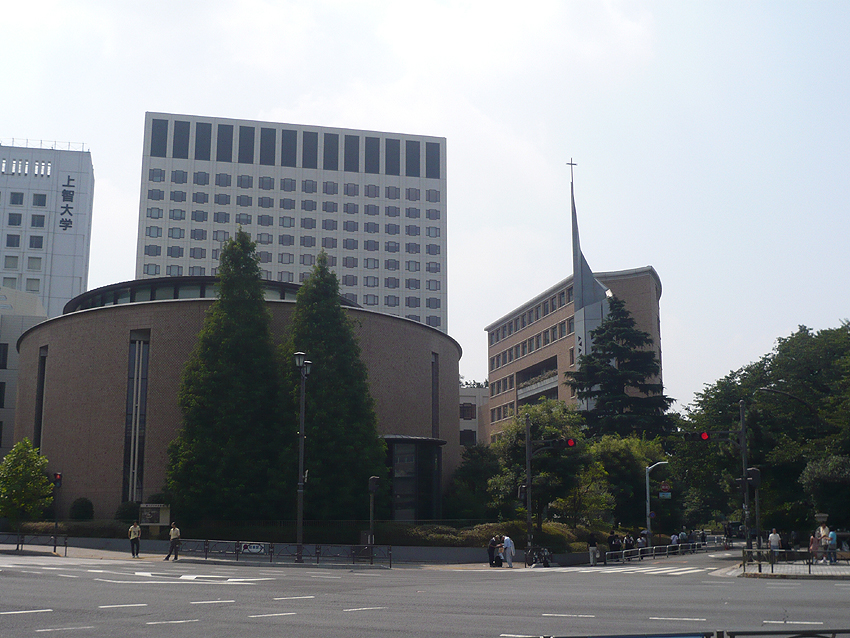
聖イグナチオ教会（カトリック教会、東京都千代田区）

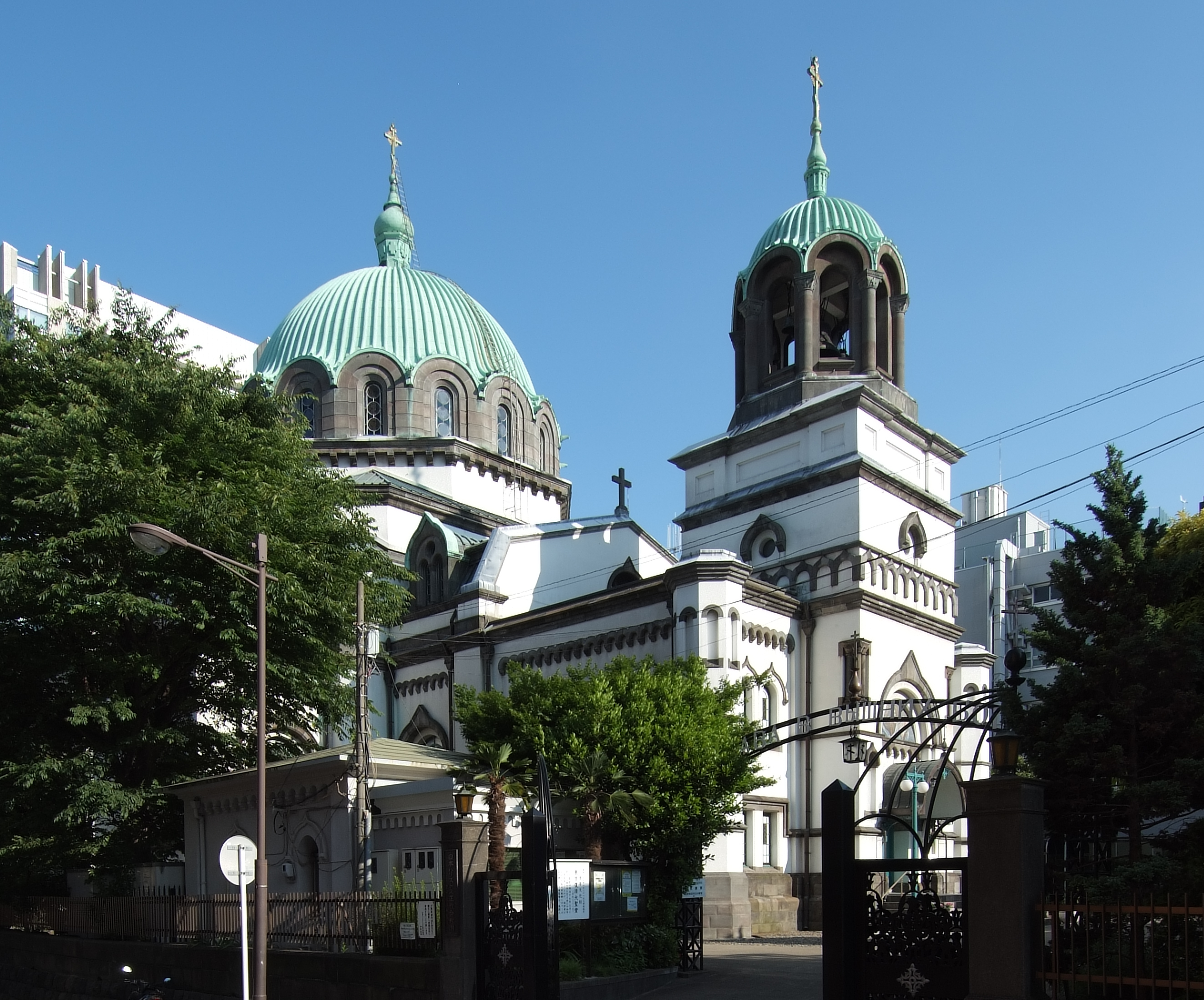
ニコライ堂（日本正教会、東京都千代田区）。国の重要文化財

史料によって、確実に日本にキリスト教が伝わったことがわかるものは、イエズス会のフランシスコ・ザビエルによる布教である。戦国時代のさなか、1549年のことであり、当初はほぼザビエルたちイエズス会の宣教師のみで布教が開始された、とされている。ザビエルたちは初め鹿児島に入り、そこから布教を開始した。その後、フランシスコ会なども来日し、布教を行った。これらはカトリックがほとんどで、「耶蘇教」「天主教」と呼ばれていた。当時は新興の教えであったプロテスタントはまだ入ってきていなかった、と見られている。
当初、勢力拡大に明け暮れていた各地の戦国大名たちは、最新の知識や技術を持った彼らヨーロッパ人たちを基本的に歓迎しており、キリスト教も比較的スムーズに広まっていった。大名の中には、新しい思想であるキリスト教に惹かれて入信した者もおり、彼らはキリシタン大名と呼ばれた。しかし、サン＝フェリペ号事件などいくつかの事件をきっかけに、権力者から忌避されるようになり、やがて天下統一を果たした豊臣秀吉によって1587年に伴天連追放令が発布され、キリスト教は禁止されることとなった。
その後、江戸時代が訪れるとキリスト教は一時的に解禁されたが、すぐに禁止された上に、また江戸幕府が鎖国政策が敷いたため、宣教師ばかりか一般の外国人も入国できなくなり、日本国内のキリスト教は衰退した。当時の日本人キリスト教徒は、棄教するか隠れキリシタンとなった。この隠れキリシタンたちは、密かに信仰を伝えていくこととなった。江戸幕府はヨーロッパ諸国の中で、プロテスタント国家のオランダとだけ、オランダ商館を通じて貿易を継続した。オランダは幕府のキリスト教禁教政策を尊重したため、幕末まで日本にキリスト教が広がることはなかった。
明治政府も五榜の掲示第三札に見られるように当初はキリスト教禁教政策を引き継いだが、1873年、キリシタン禁制の高札が撤去され、いくつかの制限がつきながらも布教が容認された（背景には、キリスト教国がほとんどの欧米諸国からキリスト教禁止に抗議や非難が相次いだことによる）。西洋諸国から宣教師が来日し、教会を開いた。隠れキリシタンも公に信仰できるようになった。1889年2月に発布された大日本帝国憲法において信教の自由が明文化されたが、政府は「神道は宗教ではなく（神道非宗教説）、国家の祭祀（≒国教）であり、臣民に義務がある」として国家神道を創始した。宮城遥拝が国民に義務付けられ、キリスト教団体もこれを受け入れざるを得なかった。教派神道（後に十三派が成立）と仏教（十三宗五十六派）が管長のもとに各教派・各宗派を組織した法的根拠は、1884年8月の太政官布達第十九号「神仏教導職ヲ廃シ住職ヲ任免シ教師ノ等級進退ハ各管長ニ委任等ノ儀」であった。しかしキリスト教については宗教行政上「神仏道以外ノ宗教」として扱われていたのみであり、法制度の外に置かれていた。禁教が解かれたとはいえ、日本の伝統宗教とそうではないキリスト教の扱いにはなお少なからず差があり、西洋諸国との条約改正交渉の中でそのことが問題になった。そこで政府は1899年5月、キリスト教の宣教を正式に公認することを表明し、同年12月には仏教と「神仏道以外ノ宗教」を対象とする宗教法案を元老院に提出した。しかし今度は「耶蘇と同列に扱われる」として仏教界の猛烈な反対があり、結局成立しなかった。キリスト教は法的根拠を持つ教団を創設できず、内村鑑三による無教会主義の提唱など、日本独特のキリスト教信仰のあり方が生まれた。
その後しばらく宗教団体に関する一般法は提案されなかったが、1913年6月、内務省の宗教局が文部省に移管され、仏教と「神仏道以外ノ宗教」が文部省の管轄となってから再び議論されるようになった。しかしその後も仏教界の反発が続いた。紆余曲折があったが、戦時下の1940年に至り、教派神道も対象とした宗教団体法が成立した。この宗教団体法において初めて「神仏道以外ノ宗教」ではなく「基督教」という単語が使われ、包括団体として神道の「教派」、仏教の「宗派」と制度上同様のものとして、「基督教」の「教団」が根本法の中に規定されることになった。この時、教派神道十三派（国家神道に準じた特権的地位のいくつかは廃止）と仏教十三宗五十六派（二十八宗派に整理統合）とともに、カトリックの「日本天主公教教団」とプロテスタントの「日本基督教団」の2教団が文部大臣より認可された。これによってはじめて国法上の宗教団体、かつ法人たるキリスト教教団が成立し、教勢の差こそ大きいものの、キリスト教が教派神道、仏教と法的に同じ地位を得た。この枠組みが戦後も継承され、神道、仏教、キリスト教の3つとそれ以外（諸教）という現在の宗教行政上の分類となっている。第二次世界大戦敗戦後、日本国憲法の制定により憲法第20条の下、日本ではほぼ完全な形での信仰の自由が保証された。

#### キリスト教の現況
戦国時代から、江戸時代の中断を挟んではいるものの、キリスト教は西洋文化の一つとして日本の文化に様々な影響を与えている。一般化されたクリスマスなどキリスト教由来の年中行事のみならず、西洋のキリスト教徒の形式を模して成立したキリスト教式の結婚式も人気が高い。布教の一環としてキリスト教の教団や宣教師らによって開設された学校は現在まで存続しており、文化財に指定されている教会建築物、宣教師が開いた避暑地（軽井沢）なども知られていて、日本にキリスト教が存在し、一定の活動を行ってきたこと自体は日本の社会に認識されていると言える。学校に関しては広く人気の高い学校も含まれており、寺の子に生まれ、長じて僧侶になった人物が、カトリック系の中学校・高校に通っていたという例さえある。
しかしそれらは、キリスト教文化が表層的に受容されていることを示しているに過ぎない。キリスト教の信者（クリスチャン）そのものは、プロテスタントおよび日本聖公会、カトリック、オーソドックス（東方正教会）の全てを合わせても、日本人全体の1%前後と言われている。文化庁『宗教年鑑』平成29年版ではキリスト教系の信者数は191万4196人、割合で1.1％となっている。東京基督教大学国際宣教センター日本宣教リサーチ「JMR調査レポート2017年度版」記載のキリスト新聞社『キリスト教年鑑2018』によるデータでは、2017年の日本のキリスト教人口は97万6434人、日本の全人口のうち0.82%となっている。
歴代首相のうち10%前後がキリスト教信者であるという事実はあるが、伊勢神宮や靖国神社に公式参拝するなど信仰心は強いとは限らず、また信仰が明確な形で政治に影響を及ぼしているともいえない。国民がこの事実に関心を持つことも少なく、そのこと自体が日本の政治へのキリスト教の直接的影響の少なさを示している。
いずれにしてもこの割合は、タイ、ラオス、ネパールなどと並んで、近隣のアジア各国との比較でも際立った低さである。日本のキリスト教団体の多くは、ヨーロッパやアメリカはもちろん、韓国、中国、台湾、ベトナムと比べても小規模である。特に地方のプロテスタント教会では信徒が10名に満たない団体も多く存在する。教団単位では日本発祥の新宗教で戦後教勢を伸ばした創価学会（公称827万世帯、実数は不明）、立正佼成会（272万5561人）（両教団とも分類は仏教で法華信仰の教団）は単独で日本の全キリスト系信者数を上回っている。またカトリック教会の信者数は44万1107人で、日本のキリスト教主流派およびキリスト教系新宗教すべてを含むキリスト教系教団の中では最大勢力とみられるが、宗教教団全体では天照皇大神宮教（47万9067人）、生長の家（45万9531人）、円応教（44万9090人）などの日本発祥の新宗教を下回る教勢に留まる。キリスト教最大の教派であり世界最大の宗教教団と目されるカトリックが、日本においては霊友会（127万2581人）、天理教(119万9955人）、佛所護念会教団（111万5343人）、パーフェクトリバティー教団（PL教団、81万8467人）、妙智会教団（68万5145人）、世界救世教（60万4015人）など、世界的な広がりという点では到底及ばない新宗教各教団の勢力を大きく下回っているという事実は、「日本ではキリスト教が広まっていない」ということを端的に象徴している。こうした数字からも、日本のキリスト教系信者の割合が小さいことが見てとれる。
またNHK放送文化研究所による「ISSP国際比較調査（宗教）2008」によると、日本人の日常の宗教的行動においてもキリスト教が果たしている役割は神道・仏教に比べて微少である。「初もうでに行く」ことについて「よくする」人が54.9％、「したことがある」人が36.7％、「お盆やお彼岸に墓参りをする」ことについて「よくする」人が65.8％、「したことがある」人が28.4％、 「神社で参拝をする」ことについて「よくする」人が26.2％、「したことがある」人が53.7％となっており、神社参拝や寺院参詣に行ったり、各家々の神道や仏教に関わる行事に参加した経験を持つ日本人が大半であるのに対し、「教会の礼拝に行く」ことについて「よくする」人は1.4％、「したことがある」人は8.0％と合わせて1割に満たず、「しない」人が87.9％と大多数である。日本のキリスト教会には文化財や世界遺産などに指定され知名度の高いものや、観光名所になっているものも少なくなく、キリスト教会側も「礼拝には誰でも参加できる」「気軽に教会に立ち寄って欲しい」とその宗教活動について広く門戸を開いている。しかしほとんどの日本人にとって、日常の宗教的行動の対象としては神社や寺院に比べキリスト教会は縁遠いものになっていることが窺われる。

### 儒教
神道、仏教に加えて、宗教として意識されることは少ないものの、葬儀、死生観を中心に儒教も大きな影響を残している。祖霊信仰などの観念は現在では仏教に組み込まれているが、本来は仏教哲学と矛盾するものであり、古来の民間信仰と儒教に由来する。位牌、法事など、先祖供養に関わる重要な習慣が、主にその形式において儒教起源である。思想、道徳、政治的規範としての儒学は支配階級を中心に学ばれ、明治時代以降は一般庶民にも直接、間接に影響を与えた。

### アイヌの宗教
アイヌの宗教はアニミズムに分類される。

### 沖縄の宗教
沖縄県には琉球神道という独自の信仰がある。その他にも仏教など様々な信仰があるが、詳細は琉球における信仰を参照。

### イスラム教
日本人のイスラム教徒人口はさまざまな数字が出されているが、いずれも正確な数字ではない。日本には、国内のイスラム教徒の動向を把握している、統一された組織や団体が存在しないためである。5万人とする説もあれば、20万人近い数字を挙げる者もいる。いずれの数字もかなり多めに見積もられた数字だとも考えられ、「実際に日本国内でイスラムを実践している日本人信徒の数は数百人から、多くても1000人は超えないのではないか」とも言われている。日本国内で催されるイスラム教関係の行事、祭典の日本人信者の出席者、日本各地の礼拝所の日本人の礼拝参加者の数から推測してもそれに近い。宗教法人日本ムスリム協会は、日本国内のムスリムの数を10万人前後としており、これは日本の全人口の0.08%に満たない。
日本は韓国と並んで、アジアでは最もイスラム教が普及していない国の一つであり、現地人（日本人）が主体になって運営されているイスラム教組織や宗教施設はほとんど存在しない。タイ南部・フィリピン南部・ベトナム南部のようなイスラム教を信仰する少数民族が住む地域もなく、中国の回族やインドのムスリムのような、現地の文化や言語、民族に同化したイスラム教徒の集団も存在しない。
日本国内に存在するイスラム教組織や宗教施設の信者の大半は、パキスタン人、バングラデシュ人、トルコ人、インドネシア人、スリランカ人、イラン人などの在日外国人とその日本人配偶者である。大半がスンニー派であるが、その中でもハナフィー学派とシャーフィイー学派が日本には多い。パキスタン、バングラデシュ、トルコなどの出身者にはハナフィー学派の信者が多く、インドネシア人、スリランカ・ムーア人などにシャーフィー学派の信者が多い。ハナフィー派は比較的自由な解釈を行う学派であり、シャーフィーはそれよりもクルアーンなどイスラム法に解釈に重きを置く。両者は対立することはなく、互いに尊重しあい一緒に礼拝しているが、礼拝の方法や戒律に小さな違いが見られる。宗派や学派の違いとは別に、トルコ出身者は日本国内においてもトルコ共和国内で採用された暦を採用する者が多く、他国出身のイスラム教徒と行事の日程などがずれることがある。イラン人にはシーア派の信者が多く、スンニー派とは別に礼拝所や宗教団体を運営しているケースが多いが、スンニー派の宗教施設を利用したり、行事に参加するシーア派の信者も少なくない。
日本で比較的、熱心に布教活動をしているイスラム教系グループにアフマディーヤ教団がある。主にパキスタン出身者により、街頭で布教活動などがなされている。ただし、アフマディーヤ教団は正統派のイスラム教徒からはイスラム教とはみなされないことが多い。
2013年から、日本ではビザ緩和などによって、東南アジア諸国からの観光客が急増している。ムスリムの多いマレーシアやインドネシアも例外ではなく、彼らに対応するために、ハラールなどムスリムの習慣に対する勉強会が各地で開かれるようになっている。イスラム式の礼拝堂の設置も増えてきている。

### 日本の新宗教
新宗教とは、幕末・明治以後、近現代に成立した宗教であり、統一した教義や戒律などはない。新興宗教（しんこうしゅうきょう）とも呼ばれる。

### 日本の民間信仰
民間信仰的要素は歴史的経緯もあり、複雑な様相を成している。これらは主にアニミズムを基盤としており、社殿以前の磐座や山岳信仰などに顕著であるが、神仏習合の影響も受け、形を変えて受け継がれているものも多い（道祖神と地蔵菩薩、えびす信仰など）。
密教などの影響を受け、仏教や神道の枠に収まりがたい発展を遂げた宗教には、修験道、陰陽道、山岳信仰などがあり、真言陀羅尼や功徳を積んだ法力への期待から御霊会など怨霊の鎮魂を担っていた。現代でも地鎮祭などにはこの考えが残っている。
クリスマスやハロウィンなど欧米由来の風習も民間に根付いている。

### 日本国外の民族宗教や新宗教など

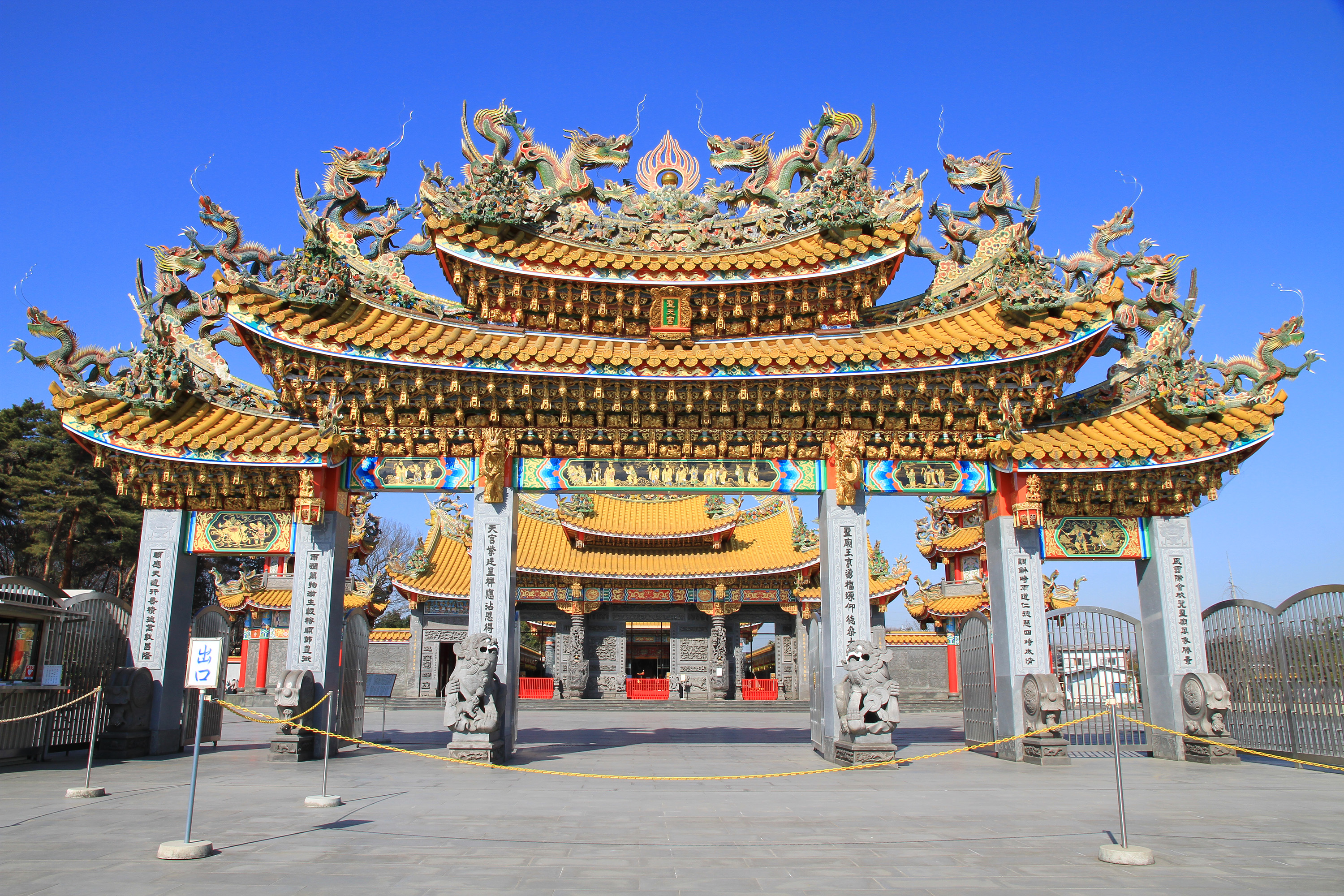
埼玉県坂戸市聖天宮（道教）

いわゆる世界宗教以外の民族宗教についても日本国内に外国人主体の宗教施設を持つ教団は複数確認され、それらの宗教の信徒との結婚などで改宗した人々も存在する。
世界的に有力な外来宗教では、イスラム教信者が約12万人から18万人、バハイ教信者が約1万2000人、ヒンドゥー教信者が約5000人、ユダヤ教信者が約2000人、シク教信者が約2000人であるという。ゾロアスター教の信者も極少数ながら存在する。
在日ベトナム人を中心にカオダイ教、ホアハオ教の信者がいる。
中国三大宗教の一つとされる道教の寺院（道観）や日本人が設立した道教の団体もあるが、信者と呼べる人の数は不明である。法輪功や天道の信者も在日華人を中心に存在する。
朝鮮半島のシャーマニズムである巫俗を在日コリアンを中心とした人々が信仰しており、生駒山の山麓に所在する複数の韓寺はその信仰の中心となっている。天道教、円仏教の信者も在日コリアンを中心に信者がいる。
欧米由来のネオペイガニズムの一派であるウイッカが日本では魔女宗として受容されており、日本人魔女も存在している。

### 精神世界とスピリチュアリティなど
宗教の概念に入るかは議論が分かれるが、神智学やニューエイジやスピリチュアリティ・心霊主義は日本の文化にも一定の影響を与えている。異星文明への信仰などの信奉者も一定数は存在している。
サイエントロジーやUFO宗教のラエリアン・ムーブメントは日本にも拠点を置いている。フェミニスト霊性運動（Thealogy）、ディープエコロジー、Qアノンなどの影響も日本に及んでいる。
日本でも受容されているジャマイカ発祥のレゲエを通して、ラスタファリアニズムも日本の文化に影響を与えている。

## 日本人の宗教観

トナカイに曳かれたそりに乗るサンタクロース姿の仙台四郎のエアブロー人形（2016年12月）。注連縄（神道）が飾られた三瀧山不動院（仏教）のクリスマス（キリスト教）装飾に民間信仰（人神）の仙台四郎が用いられている。

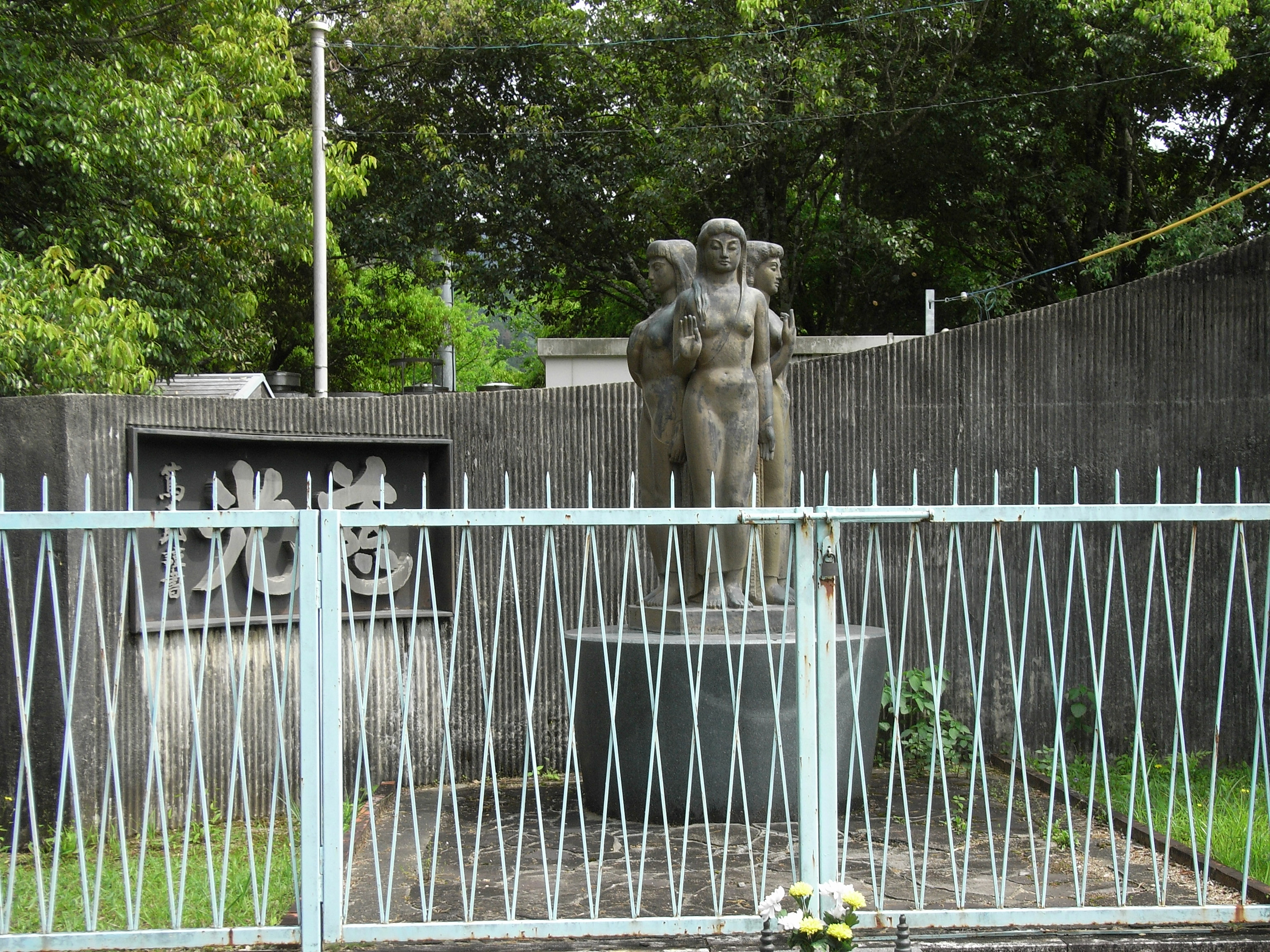
上椎葉ダムの建設工事にともなう殉職者を慰霊するために建立された仏教・キリスト教・水神の3女神像。

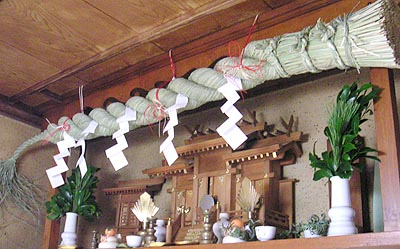
神棚

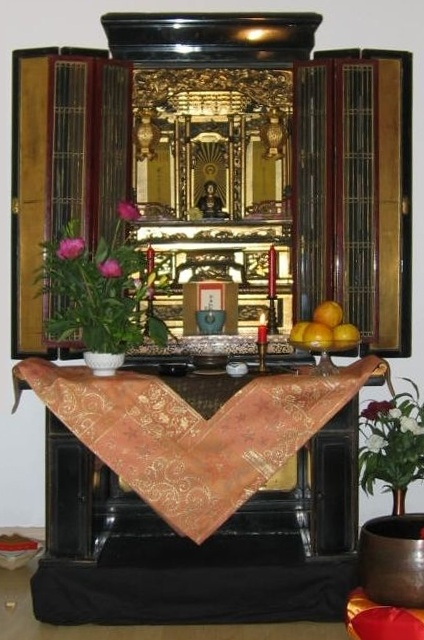
仏壇

もともと日本においては、仏教公伝から明治維新までは浄土真宗を除き神仏習合が基本で、神道と仏教が分けられない場合が一般的だった。寺院内に鳥居があったり、「八幡神（八幡大菩薩）」と神社の神を菩薩の呼び方で呼ぶ事例などに名残を見ることができる（ただし、どの時代にも熱心な仏教信者がいた）。
江戸時代に戸籍管理を目的として、仏教宗派のいずれかの寺院か、神社への帰属が義務付けられた（寺請制度）ことによって様々な習慣が生まれたが、今日では希薄となっている。また、七五三や結婚式が神社で行われるようになったのは明治以後のことで、宗門改めに起因するわけではない。
二宮尊徳（1787年 - 1856年）の話をまとめた『二宮翁夜話』という書物には、宗教多元主義を示すような譬え話も書かれている。
世の中に本当の真理はただ一つしかないが、その真理に近づく入り口はいくつもある。仏教、神道、あるいは仏教でも天台宗、浄土宗、浄土真宗、禅宗などいろいろあるが、これらは何れも一つの真理へ到達するための道に付いている沢山の入口の名前に過ぎない。例えば富士山に登るのに、吉田から、須走りから、須山から、それぞれ登れるが、最終的に頂上に至れば同じ所である。これを、違う目的に到達できる別々の道がある、と考えるのは誤りなのだ。入り口が幾つかあっても、最終的に到達する場所は同じ一つの場所なのだ。ところが世の中では、これらを別々な道であると言い真理が幾つもあるかのように解釈されがちなのだが、もともと仏教思想は紀元前に一人のブッダ釈尊によってとかれたもので、そうして顕された沢山の教義のなかから根本経典を選び出し、それぞれの宗派に分かれて守り伝えていっているに過ぎないのだ。
小説家の芥川龍之介（1892年 - 1927年）は、日本にいくら宗教を根付かせようとしても無理なのは、日本が古来から「八百万の神」を崇める、神道などに見られる独特の宗教観を持つからで、釈迦もイエス・キリストも日本にくれば神々の一人という扱いになる、といった主旨のことを短編小説「神神の微笑」の中で登場人物に語らせている。また同時に、日本人が海外の思想に変化を加えて自分のものにする様子を「造りかへる力」とも表現している。
小説家の井沢元彦（1954年 - ）は、日本には無意識の強烈な「怨霊」信仰と、怨霊を発生させない「和」への信仰があり、神道はその上に成立し、仏教も結局は怨霊を鎮魂するための道具として活用されたと解説している。来日した外国人や、熱心な宗教信者となった日本人は、多くの日本人が無意識のうちに「和」を至上のものとする思想を持つことを見い出すことができるという。また井沢は日本人の持つ「言霊」への特異な信仰を見出している。

### 現代
石井研士『日本人の宗教団体への関与・認知・評価に関する世論調査結果』（1999年11月実施）によると日本人の宗教評価は以下の通りである（単位:%）。
|                | 非常に信頼 | まあまあ信頼 | あまり信頼できない | まったく信頼できない | わからない |
| -------------- | ---------- | ------------ | ------------------ | -------------------- | ---------- |
| 神道           | 7.3        | 34.9         | 18.5               | 12.3                 | 27         |
| 仏教           | 14.9       | 46           | 13.7               | 7.5                  | 17.9       |
| キリスト教     | 4.5        | 25.2         | 19.5               | 17.1                 | 33.8       |
| 新しい宗教団体 | 0          | 2.2          | 14                 | 52.3                 | 31         |

『読売新聞』が2005年8月6日、7日に行った「宗教」に関する世論調査では、「宗教を信じていない（無宗教あるいは無神論）」という選択肢を選んだ人が75%に上り、「信じている」を選んだ人は23%と、1979年の調査の34%と比べて11%減り、大枠では無神論者が増えている。ただし「神や仏にすがりたいと思ったことがあるか?」に関しては、54%の人が「ある」と答え、44%の人が「ない」と答えた（「宗教を信じていない」を選択した人でも47%が「ある」と答えた）。「幸せな生活を送るうえで宗教を大切に思うか?」に関しては、35%の人が「大切に思う」を選び、60%の人が「思わない」を選んだ。
現代の日本人の大多数は、実際にはいわゆる宗教儀礼に参加してはいるものの、特定の宗教組織に対する帰属意識は薄く、自分のことを「無宗教」と考える者が多い。この場合の「無宗教」は、神や仏の存在を否定する無神論とは異なり、何かしらそれなりに信じているが、それを「宗教」とは認識していない、また特定の宗教組織や教義に全人格的に帰属してはいないということである。
26カ国を対象とした「国際宗教調査2023」（フランス・イプソス社）では、日本人は宗教や超自然的存在に対して世界トップレベルで否定的であるという結果が出た。
一方で地鎮祭や安全祈願などは慣例として行われている。

## 現代日本における宗教団体
日本において宗教団体は、宗教法人として法人格を得ることができる。宗教法人の認証は、宗教法人法に基づいて行われており、主たる事務所の所在地を管轄する都道府県知事が行う。ただし、他の都道府県内に境内建物を備える場合や他の都道府県内にある宗教法人を包括する宗教法人の場合などは、文部科学大臣が認証を行う。認証の後、事務所の所在地において設立の登記をすることにより成立する。ただし、民間信仰や新宗教などの宗教団体は宗教法人格を得ていない場合も多い。